# Job Geerds
Job Geerds (12 juli 2002) is een Nederlandse atleet. Hij is nationaal kampioen op de 60 m horden 2023, 2024 en 2025.

## Vroege leven
Vanuit Amsterdam begon Geerds al op jonge leeftijd met atletiek en deed aanvankelijk aan veldlopen, voordat een groeispurt hem naar hindernissen leidde. Hij begon op de lokale baan bij AV 1923, waar hij nog steeds actief traint onder leiding van coach Sylvester Tanoh. Sylvester is ruim zeven jaar zijn coach geweest. Hij studeerde Sociaal Juridische Dienstverlening aan de Hogeschool van Amsterdam.

## Carrière
In 2023 won Geerds in Apeldoorn de Nederlandse landstitel op de 60 m horden. In december 2023 verbeterde hij in Pamplona zijn persoonlijk record naar 7,64 seconden. Een maand later scherpte hij in Dortmund zijn persoonlijk record aan naar 7,63 s. Hij prolongeerde in februari 2024 zijn Nederlandse landstitel met een persoonlijk record van 7,57 s. Hij werd geselecteerd voor de wereldindoorkampioenschappen van 2024 in Glasgow, Schotland, waar hij zich kwalificeerde voor de halve finales. Zijn persoonlijk record op de 110 m horden is 13,35 s, neergezet in Eisenstadt in 2025.

## Nederlandse kampioenschappen
Outdoor
| Onderdeel    | Jaar |
| ------------ | ---- |
| 110 m horden | 2025 |

Indoor
| Onderdeel   | Jaar             |
| ----------- | ---------------- |
| 60 m horden | 2023, 2024, 2025 |

## Persoonlijke records
Outdoor
| Discipline   | Prestatie          | Datum           | Plaats  |
| ------------ | ------------------ | --------------- | ------- |
| 110 m horden | 13,22 s (+1,7 m/s) | 3 augustus 2025 | Hengelo |

Indoor
| Discipline  | Prestatie | Datum        | Plaats    |
| ----------- | --------- | ------------ | --------- |
| 60 m horden | 7,54 s    | 7 maart 2025 | Apeldoorn |

## Palmares

### 60 m horden
- 2021: 5e NK indoor - 8,35 s
- 2022:  NK indoor - 7,84 s
- 2023:  NK indoor - 7,81 s
- 2024:  NK indoor - 7,57 s
- 2024: 4e in ½ fin. WK indoor - 7,62 s
- 2025:  NK indoor - 7,71 s
- 2025: 5e EK indoor - 7,61 s (in halve finale 7,54 s)

### 110 m horden
- 2022: 5e NK - 14,05 s (+0,4 m/s)
- 2024: DNF EK
- 2025: 6e FBK Games - 13,66 s (0,0 m/s)
- 2025:  NK – 13,22 (+1,7 m/s)